# طوطی کوتوله
طوطی‌های کوتوله (نام علمی: Micropsitta)، کوچکترین اعضای راسته طوطی‌سانان هستند. شش گونه طوطی کوتوله وجود دارد که همگی در این سرده و این تنها سرده در تبار Micropsittini جای دارند.
طوطی‌های کوتوله بومی جنگل‌های گینه نو و جزایر پیرامون آن هستند. آنها پرنده‌های کوچکی هستند که به سرعت حرکت می‌کنند و عمدتاً سبزرنگ با نقطه‌های برجسته روشن هستند. یک طوطی کوتوله با استفاده از پاها و منقار بزرگ و پرهای دم افراشته، زمان زیادی را صرف بالا رفتن از شاخ و برگ می‌کند. با کمی بیش از ۸ سانتیمتر (۳٫۱ اینچ) طوطی کوتوله رخ‌نخودی کوچک‌ترین گونه طوطی است.